# 杰倫·布朗
杰倫·馬塞爾斯·布朗（英語：Jaylen Marselles Brown，1996年10月24日—）為美國職業籃球運動員，現效力於NBA波士頓塞爾提克。大學時期布朗曾代表加利福尼亞大學柏克萊分校金熊隊參加比賽，期間獲得Pac−12年度最佳新人並入選Pac−12最佳陣容第一隊。賽季結束後，布朗宣布參加2016年NBA選秀，於首輪第三順位為波士頓塞爾提克選中，及後選擇了7號為球員號碼。布朗在場上主要擔任得分後衛和小前鋒兩個位置。2018年4月18日成為波士頓塞爾提克隊史季後賽最年輕拿下30分的球員。
2023-24賽季，布朗協助波士頓塞爾提克取得隊史第18次NBA總冠軍，個人也獲得了首座NBA總決賽MVP。

## 高中時期

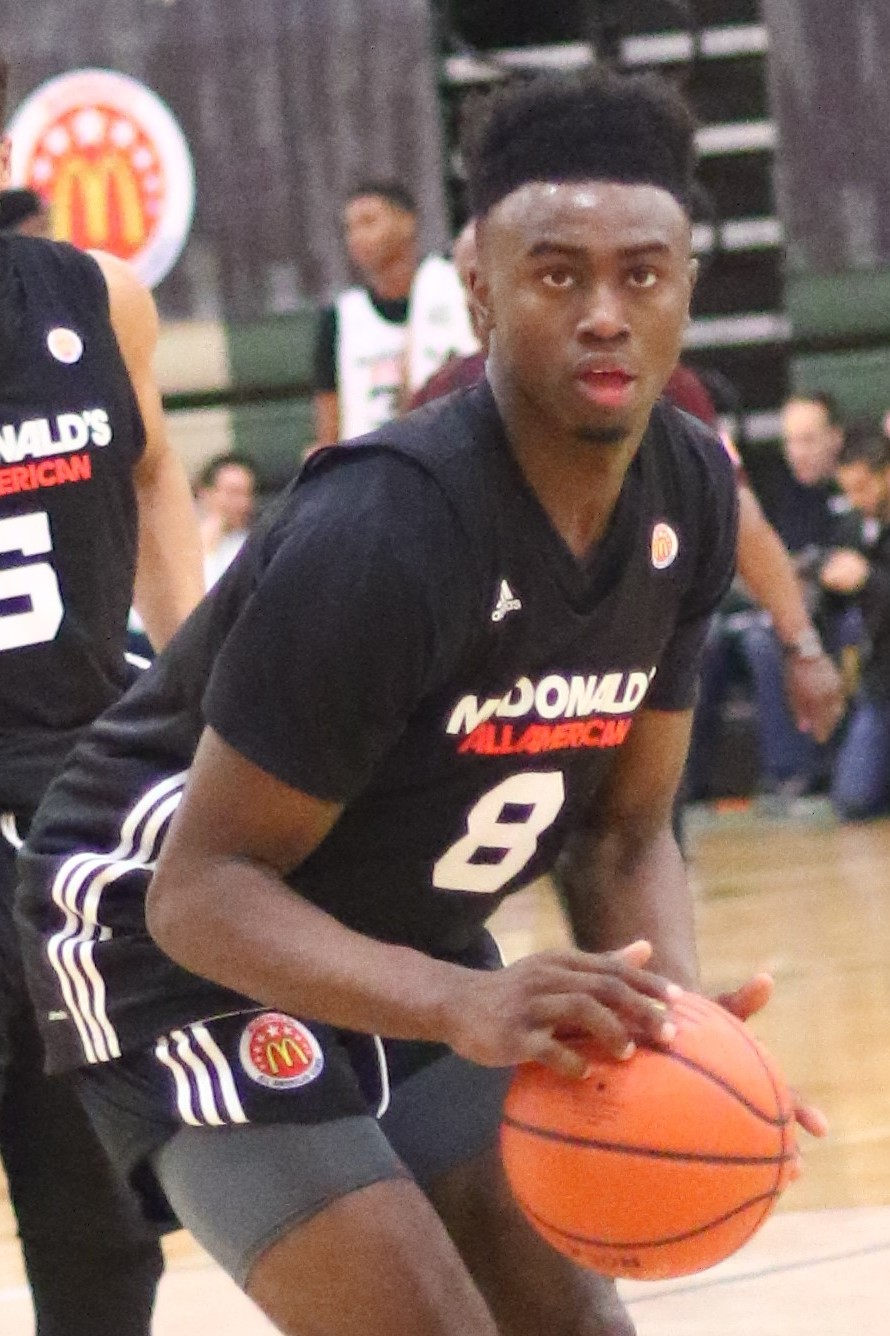
布朗在2015年麥當勞高中全明星賽。

布朗早年就讀於喬治亞州玛丽埃塔當地的约瑟夫·惠勒高中。籃球天賦高的布朗自高二開始就被外界譽為全美第一的高中生，當時的他確實有打遍天下無敵手的實力，能夠力壓布蘭登·英格拉姆。但他並不因此而自滿，依然每天不斷地努力訓練，想要讓自己的實力再上層樓。然而在他即將升上高三時，來自澳大利亞的班·西蒙斯和來自海地的史凱爾·拉比西埃兩位外籍球員逐漸打出名堂，就在一瞬間，外界關注的焦點逐漸從布朗身上轉移至其他人身邊，潛力與未來性高的班·西蒙斯亦實質的取代布朗成為全美第一高中生。這對責任感和好勝慾望極強的布朗來說，無疑對他造成了很大的打擊，於是他開始改變自己的球風，從一個純粹的得分好手，逐漸轉變成為一名全方位的全能球員。高中最後一年的賽季中，他在喬治亞州高中籃球聯賽決賽中罰中兩個關鍵制勝球，幫助约瑟夫·惠勒高中以59−58奪下冠軍。
布朗在運動員招募資料中被評選為五星，《Scout.com》將他排名在第五名，《ESPN》和《247Sports.com》則將布朗排為第四，僅次於班·西蒙斯、史凱爾·拉比西埃和布蘭登·英格拉姆。《Rivals.com》則將他排為第三名。
作為美國U18國家隊的一員，布朗隨隊參加2014年美洲U18籃球錦標賽，並順利獲得金牌。他也被選中參加2015年麥當勞高中全明星賽，出场21.0分钟，得到9分、6篮板和2次助攻。整個高中生涯中，布朗獲得開特力喬治亞州年度最佳球員以及喬治亞州籃球先生的稱號。
| 姓名 | 家鄉                                           | 高中            | 身高                 | 體重         | 承諾日       |
| --- | ---------------------------------------------- | --------------- | -------------------- | ------------ | ------------ |
| 杰倫·布朗 SF | 喬治亞州玛丽埃塔                               | 约瑟夫·惠勒高中 | 6英尺7英寸（2.01米） | 220磅（100） | 2015年5月1日 |
| 杰倫·布朗 SF | 招募星级： Scout： Rivals： 247Sports： ESPN： |                 |                      |              |              |
| 總體新秀排名： Scout：4 Rivals：3 247Sports：4 ESPN：4 |                                                |                 |                      |              |              |
| - 附註：許多時候，Scout、Rivals、247Sports以及ESPN在身高體重的數據可能會不同 . - 在這種情況下選擇平均值，而ESPN grades滿分為100分。 來源： - . Rivals.com. [2017-06-26]. - . Rivals.com. [2017-06-26]. |                                                |                 |                      |              |              |

## 大學時期
高中畢業後，NCAA各校爭先恐後追逐布朗。2015年5月1日，布朗先後拒絕杜克大學、肯塔基大學和堪薩斯大學等耳熟能詳的籃球名校，他決定與好友伊萬·拉布一同進入加利福尼亞大學柏克萊分校就讀，並在庫佐·馬丁教練的執教下代表加利福尼亞大學柏克萊分校金熊隊參加NCAA賽事。而高中時代一度被譽為全美第一高中生的布朗亦不負眾望地繳出優異表現。而除了體育方面，布朗在學習領域上也絲毫不懈怠的努力著，他曾經選修過研究所的「運動於教育的文化研究之理論基礎」（Theoretical Foundationsto the Cultural Studies of Sport in Education）課程，其對於學習的熱忱讓師長們感到驚訝。另外，布朗也擅長下棋和彈鋼琴，對政治、教育、種族主義等話題也很有研究，也能充分表達自己的想法，且在進入大學後，他亦勤奮學習西班牙語以及阿拉伯語等外國語言，暗自訂下了在25歲前學習三種語言的目標。
在大一賽季中，布朗出席34場比賽，場均出場27.6分鐘，能取得14.6分、5.4籃板以及2.0助攻。其中他在2015年11月27日對上里奇蒙大學和2016年1月27日對上猶他大學的比賽中攻下大學生涯最高的27分，之後他又在2015年11月23日對上山姆休士頓州立大學和2016年1月1日對上科羅拉多大學的比賽中兩次獲得個人大學生涯最高的11籃板。2016年1月23日，布朗攻下15分以及季后賽最高的7次助攻，幫助金熊隊以74−73戰勝亞利桑那大學。賽季結束後，布朗入選Pac−12最佳陣容第一隊，並獲得了Pac−12年度最佳新人的榮譽。

## 職業生涯

### 波士頓塞爾提克（2016−至今）

#### 2016–17 賽季：新秀賽季

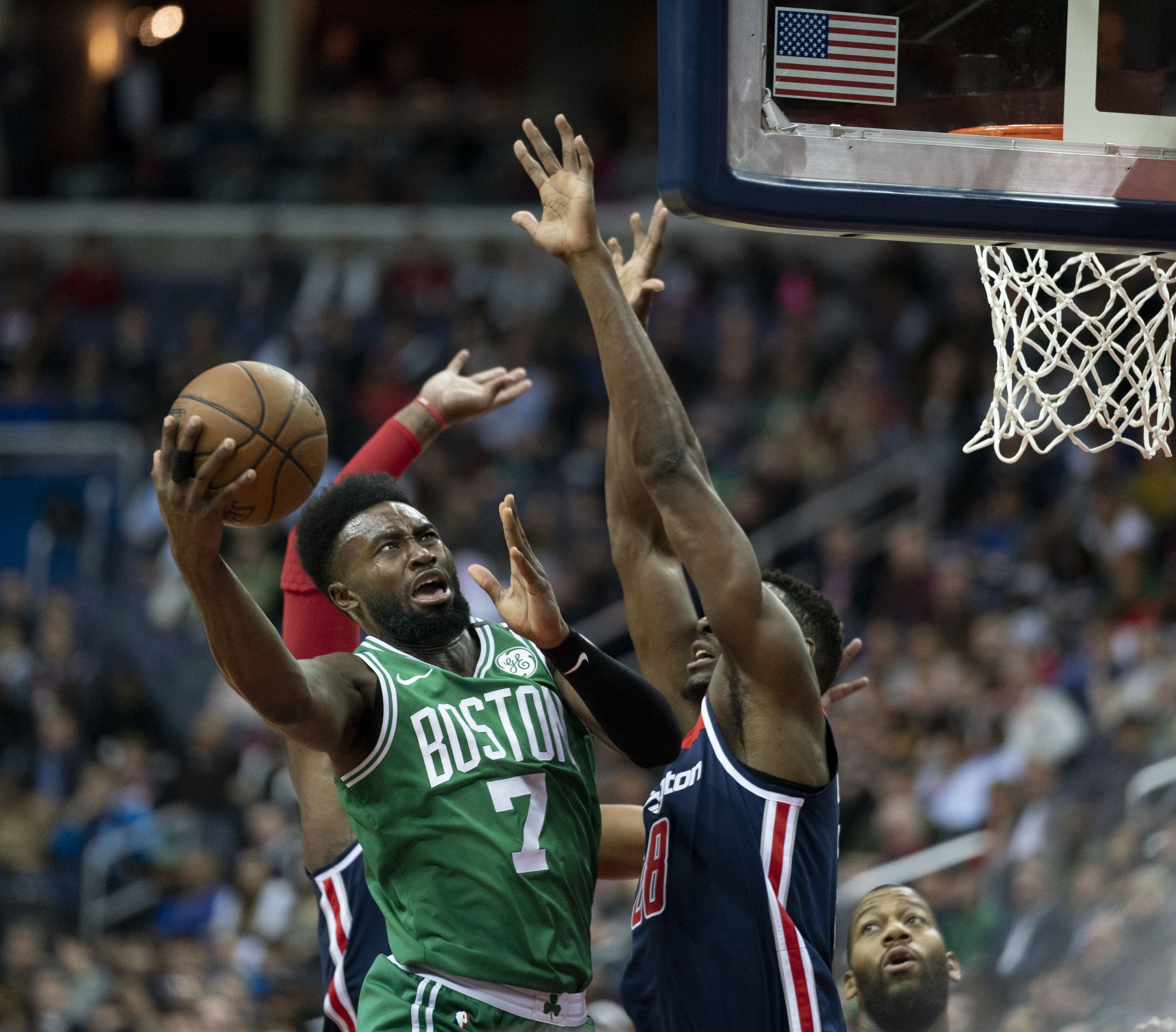
布朗對上伊恩‧馬辛米。

波士頓塞爾提克為了能組成總教練布拉德·史蒂文斯的理想陣容，於是在2016年6月23日的2016年NBA選秀大會中用首輪第三順位挑中布朗。隨後布朗代表塞爾提克參加NBA夏季聯賽，他在六場夏季聯盟比賽中場均得到16分、6.2個籃板和2.3次抄截，順利與塞爾提克簽下四年2140万美元的新秀合約，其中2018–19賽季和2019–20賽季拥有球队选项。
2016年11月4日，在塞爾提克客场122−128不敌克里夫兰骑士的比赛中，布朗职业生涯常规赛首次首发出场，得到19分、5篮板和3次抄截，三项数据均创职业生涯新高。2017年1月28日，塞爾提克於主场TD花園迎戰奥兰多魔术的比赛中，布朗全场得到20分、8篮板，刷新职业生涯单场得分、篮板纪录，幫助球隊以128−98击败魔術。
2017年4月12日，塞爾提克以114−92擊敗密爾瓦基公鹿，正式以53勝29敗的戰績排名東區第一，並於季後賽中先後擊敗芝加哥公牛和華盛頓巫師，順利打進東區決賽。儘管塞爾提克在東區決賽中被騎士1−4淘汰，但布朗亦隨替補身份不斷向上發展並獲得充足經驗。他在2016–17賽季中一共出場了78場比賽，其中有20場擔任先發，場均17.2分鐘能攻下6.6分、2.8籃板和0.8次助攻。賽季結束後，布朗入選NBA最佳新秀陣容第二隊。

#### 2017–18 賽季：雙探花陣容
在休賽季期間，塞爾提克雖然失去以赛亚·托马斯、傑拉德·格林、傑·克勞德、艾弗里·布拉德利以及凱利·奧利尼克等主力球員，但卻成功自克里夫蘭騎士交易來凱里·厄文，並順利爭取自由球員戈登·海沃德的加盟，同時塞爾提克使用和費城七六人交換的籤位選中來自杜克大學的傑森·塔圖姆，和布朗組成雙探花的陣容。
2017年10月18日，塞爾提克作客快貸球館，布朗全場攻下25分、6籃板，刷新職業生涯單場得分紀錄，但因戈登·海沃德傷退，塞爾提克最後以99−102不敵克里夫蘭騎士。2017年11月19日，塞爾提克客場110−99擊敗亞特蘭大老鷹，布朗出場35分鐘，一舉攻下27分、4籃板，刷新職業生涯單場得分紀錄。

#### 2018–19 賽季
2018年4月7日，塞爾提克主場111−104戰勝芝加哥公牛，布朗出場29分鐘，得到32分、4籃板，其中三分球10投7中，刷新職業生涯單場得分和三分球命中數紀錄，也成為塞爾提克隊史首位以不足21歲單場得分至少30分並命中7顆三分球的球員。
在晉級季後賽的同時，陣中主將凱里·厄文卻因為左腳開刀，確定本季報銷，也讓塞爾提克從東區二當家變成後段班隊伍躍躍欲試的對象。2018年4月16日，季后賽首輪第一場塞爾提克113−107戰勝密爾瓦基公鹿，布朗出場46分鐘，得到20分、4籃板以及4助攻，刷新職業生涯季后賽單場得分紀錄。2018年4月18日，季后賽首輪第二場塞爾提克120−106戰勝公鹿，布朗出場33分鐘，攻下30分、5籃板，刷新職業生涯季后賽單場得分紀錄，21歲的布朗成為塞爾蒂克隊史最年輕在季後賽攻下30分的球員。 2018年4月24日，塞爾蒂克在客場以102−104不敵公鹿。布朗本場比賽得到了34分。這是他在本輪系列賽中第二次砍下30分，成為聯盟自德里克·羅斯後首位可以在季後賽轟進至少兩場30分比賽的球員。

#### 2019–20 賽季
2019年10月，布朗同意塞爾提克開出的4年1.15億美元延長合約。
2019年12月28日，布朗在以129-117擊敗克里夫蘭騎士的比賽中拿下平職業生涯最高的34分。一月，布朗差點入選2020年NBA全明星賽。在季後賽中，塞爾提克隊分別在第一輪以四場和第二輪以七場系列賽中擊敗了費城76人和多倫多暴龍，這是布朗在NBA四年裡第三次晉級東部決賽。然而，波士頓在分區決賽中被邁阿密熱火以六場比賽淘汰無緣晉級。

#### 2020–21 賽季
2021年1月9日，塞爾提克主場再度對紐約尼克，布朗全場攻下22分、11籃板11助攻，達成職業生涯首次大三元，塞爾提克最後以99-75獲勝，報前一場被逆轉一箭之仇。
2021年2月24日，布朗以替補球員入選2021年NBA全明星賽，這是他首次入選全明星賽。
2021年5月，布朗因左手腕韌帶撕裂將接受修復手術，因此賽季提前報銷。

#### 2021–22 賽季：首次闖入NBA總決賽
2021年10月20日，塞爾提克歷經兩度延長賽以134-138不敵尼克。布朗出戰46分鐘，全場30投16中，其中三分14投8中，得到46分9籃板6助攻3抄截。46分創下布朗個人生涯得分新高，同時也創下了隊史揭幕戰最高得分。
在6月2日舉行的2022年NBA總決賽第一場比賽中，布朗拿下24分、7個籃板和5次助攻，幫助球隊以120-108 逆轉戰勝金州勇士。六天後，在第三場比賽中，他拿下27分、9個籃板和5次助攻，幫助球隊以116-100擊敗球隊，系列賽以2-1領先。儘管布朗在6月16日的第六場比賽中以103-90輸掉比賽，布朗拿下34分，但塞爾提克還是在六場比賽中輸掉了總冠軍系列賽。

#### 2022–23 賽季：首次入選NBA最佳陣容
2023年2月2日，布朗以替補球員入選2023年NBA全明星賽，布朗第二次入選全明星賽。
2023年5月11日，布朗入選NBA最佳陣容第二隊。
凯尔特人队打进了东部决赛，但在七场比赛中输给了迈阿密热火队。

#### 2023–24 賽季：破紀錄續約、NBA總決賽MVP
2023年7月25日，布朗同意塞爾提克簽下5年3億400萬延長合約，此合約為聯盟歷史上總價最高合約，細節為全額保障、有交易補償金、沒有球員選項。
2024年2月1日，布朗以東區聯盟替補球員入選2024年NBA全明星賽，布朗第三次入選全明星賽。
2024年5月21日，在東部決賽第一場對陣印第安納溜馬的比賽中，布朗拿下26分、7個籃板和5次助攻，並投進關鍵三分，將比賽拖入延長賽，以133-128戰勝溜馬。兩天後的第二場比賽中，布朗以126-110獲勝，追平了他季後賽生涯最高的40分。塞爾提克四場橫掃溜馬，布朗被評為NBA東區決賽最有價值球員。在6月6日的2024年NBA總決賽第一場比賽中，他得到22分、6個籃板、3次阻攻、3次抄截和2次助攻，幫助球隊以107-89擊敗達拉斯獨行俠。六天後的第三場比賽中，布朗拿下30分、8個籃板和季後賽生涯最高的8次助攻，幫助球隊以106-99獲勝。他成為繼約翰·哈夫利切克（1968年）之後第二位在總決賽比賽中拿下30+分、8+籃板和8+助攻的塞爾提克球員。布朗和塔圖姆成為塞爾提克第一對在總決賽中每場比賽得分都達到至少30/5/5的組合。他們還創造了塞爾提克季後賽歷史上最多場比賽得分超過25分的紀錄，超過了拉里·伯德和凱文·麥克海爾（17場）。在6月17日塞爾提克以4-1贏下總冠軍系列賽獲勝後，布朗被評為NBA總決賽MVP。

## 生涯數據

### NBA

#### 例行賽
| 賽季     | 球隊     | GP  | GS  | MPG  | FG%  | 3P%  | FT%  | RPG | APG | SPG | BPG | PPG  |
| -------- | -------- | --- | --- | ---- | ---- | ---- | ---- | --- | --- | --- | --- | ---- |
| 2016–17  | BOS      | 78  | 20  | 17.2 | .454 | .341 | .685 | 2.8 | 0.8 | 0.4 | 0.2 | 6.6  |
| 2017–18  | BOS      | 70  | 70  | 30.7 | .465 | .395 | .644 | 4.9 | 1.6 | 1.0 | 0.4 | 14.5 |
| 2018–19  | BOS      | 74  | 25  | 25.9 | .465 | .344 | .658 | 4.2 | 1.4 | 0.9 | 0.4 | 13.0 |
| 2019–20  | BOS      | 57  | 57  | 33.9 | .481 | .382 | .724 | 6.4 | 2.1 | 1.1 | 0.4 | 20.3 |
| 2020–21  | BOS      | 58  | 58  | 34.5 | .484 | .397 | .764 | 6.0 | 3.4 | 1.2 | 0.6 | 24.7 |
| 2021–22  | BOS      | 66  | 66  | 33.6 | .473 | .358 | .758 | 6.1 | 3.5 | 1.1 | 0.3 | 23.6 |
| 2022–23  | BOS      | 67  | 67  | 35.9 | .491 | .335 | .765 | 6.9 | 3.5 | 1.1 | 0.4 | 26.6 |
| 2023–24† | BOS      | 70  | 70  | 33.5 | .499 | .354 | .703 | 5.5 | 3.6 | 1.2 | 0.5 | 23.0 |
| 2024–25  | BOS      | 63  | 63  | 34.3 | .463 | .324 | .764 | 5.8 | 4.5 | 1.2 | 0.3 | 22.2 |
| 職業生涯 | 職業生涯 | 603 | 496 | 30.6 | .478 | .359 | .726 | 5.3 | 2.6 | 1.0 | 0.4 | 19.0 |
| 明星賽   | 明星賽   | 5   | 0   | 17.5 | .634 | .424 | .333 | 5.8 | 1.8 | 1.2 | 0.0 | 21.0 |

#### 季後賽
| 賽季     | 球隊     | GP  | GS  | MPG  | FG%  | 3P%  | FT%  | RPG | APG | SPG | BPG | PPG  |
| -------- | -------- | --- | --- | ---- | ---- | ---- | ---- | --- | --- | --- | --- | ---- |
| 2017     | BOS      | 17  | 0   | 12.6 | .479 | .217 | .667 | 2.1 | 0.8 | 0.4 | 0.1 | 5.0  |
| 2018     | BOS      | 18  | 15  | 32.4 | .466 | .393 | .640 | 4.8 | 1.4 | 0.8 | 0.6 | 18.0 |
| 2019     | BOS      | 9   | 9   | 30.4 | .506 | .350 | .767 | 5.8 | 1.1 | 0.7 | 0.2 | 13.9 |
| 2020     | BOS      | 17  | 17  | 39.5 | .476 | .358 | .841 | 7.5 | 2.3 | 1.5 | 0.5 | 21.8 |
| 2022     | BOS      | 24  | 24  | 38.3 | .470 | .373 | .763 | 6.9 | 3.5 | 1.1 | 0.4 | 23.1 |
| 2023     | BOS      | 20  | 20  | 37.6 | .496 | .354 | .689 | 5.6 | 3.4 | 1.1 | 0.4 | 22.7 |
| 2024†    | BOS      | 19  | 19  | 37.2 | .516 | .327 | .660 | 5.9 | 3.3 | 1.2 | 0.6 | 23.9 |
| 2025     | BOS      | 11  | 11  | 36.5 | .441 | .333 | .758 | 7.1 | 3.9 | 1.0 | 0.3 | 22.1 |
| 職業生涯 | 職業生涯 | 135 | 115 | 33.5 | .482 | .354 | .727 | 5.7 | 2.6 | 1.0 | 0.4 | 19.3 |

### 大學
| 賽季     | 球隊     | GP | GS | MPG  | FG%  | 3P%  | FT%  | RPG | APG | SPG | BPG | PPG  |
| -------- | -------- | -- | -- | ---- | ---- | ---- | ---- | --- | --- | --- | --- | ---- |
| 2015–16  | CAL      | 34 | 34 | 27.6 | .431 | .294 | .654 | 5.4 | 2.0 | 0.8 | 0.6 | 14.6 |
| 大學生涯 | 大學生涯 | 34 | 34 | 27.6 | .431 | .294 | .654 | 5.4 | 2.0 | 0.8 | 0.6 | 14.6 |

## 個人軼事
- 布朗經常藉由時事批評總統唐納·川普，他認為川普在擔任總統職務期間表現出來的性格以及一些價值觀使他不適合擔任領導人的工作，布朗在受訪時表示：「許多人認為種族問題已經消散，不復存在了，但是它被隱藏在更加具有戰略意義的位置，越來越少有人來到你面前說這些話了，但是川普讓種族主義者說出自己的想法變得更被接受。」[18]
- 布朗的父親是職業拳擊手－金頓·M·布朗（Quenton M. Brown），他曾經于2015年和2016年分获WBU和WBC中美洲和加勒比地区重量级冠军。[19]
- 多半球員的夢想是「成為最棒的球員」，但布朗立志成為「球員工會主席」，他認為聯盟還有很多需要改進的地方。為了培養自己的號召力，去年他趁著拉斯維加斯夏季聯賽期間邀請許多一、二年級生參加一場由他自掏腰包舉辦的小型聚會，其中像是傑森·塔圖姆與同梯好友班·西蒙斯、馬奎斯·克里斯都有參與其中。
- 布朗是一名素食主義者，他擁有許多不同的興趣，包括學習西班牙語和阿拉伯語，學習歷史、鋼琴、冥想以及哲學。許多人形容布朗是一名奇特的運動員，他從小就被認為太聰明，所以常被批評不適合打籃球，在現今社會中四肢發達、頭腦又好的人是很罕見的，特別是對於年輕的黑人。[20][21]
- 布朗在尚未進入聯盟之前就已經與名人堂球星以赛亚·托马斯是忘年之交，布朗在各種報導訪問中都不會掩飾他與湯瑪斯的好交情，對於他來說湯瑪斯是他的籃球導師也是他的知心好友，在認識湯瑪斯之後的每一天都會與他分享任何事情。
- 布朗是NFL聯盟傑克遜維爾美洲虎角衛A. J. 布耶（英语：A. J. Bouye）的表兄弟。[22]

## 外部連結
- 贾伦·布朗在fiba.basketball（英语）
- 贾伦·布朗在archive.fiba.com（存檔）（英语）
- 贾伦·布朗在NBA官網（英语）
- 贾伦·布朗在Basketball-Reference.com（NBA）（英语）
- 贾伦·布朗在Basketball-Reference.com（國際）（英语）
- 贾伦·布朗在Sports-Reference.com（NCAA）（英语）
- 贾伦·布朗在ESPN（NBA）（英语）
- 贾伦·布朗在Eurobasket.com（球員）（英语）
- 贾伦·布朗在Proballers（英语）
- 贾伦·布朗在RealGM（球員）（英语）
- California Golden Bears bio （页面存档备份，存于）